# John Collison
John Collison (nacido en 1990) es un emprendedor irlandés.  Es uno de los cofundadores de Stripe junto a su hermano, Patrick. Los hermanos poseen un patrimonio de 1000 millones de dólares cada uno después de que Stripe consiguiese US$ 150 millones de financiación por parte de CapitalG, una división de inversión de la empresa matriz de Google, Alphabet y General Catalyst Partners.

## Biografía
En 2007, Collison fundó "Shuppa" con su hermano Patrick en Limerick, Irlanda. La compañía más tarde se fusiona con Auctomatic, la cual fue financiada por Y Combinator, y Collison se mudó a Valle de Silicio.
Auctomatic fue una compañía de software que producía herramientas para la plataforma eBay. La compañía fue también financiada por Chris Sacca. Auctomatic fue adquirida por $5 millones en marzo de 2008, cuándo Collison tenía 17 años.
En 2009, Collison (habiendo regresado para acabar la escuela secundaria en Castletroy College) recibió 8 A1 y 2 A2 en el «Leaving Certificate» irlandés. Continuó sus estudios en la Universidad de Harvard, comenzando en septiembre de 2009. Collison es un piloto y pianista.
En 2010, Patrick cofunda Stripe, recibiendo el respaldo de Elon Musk, Peter Thiel, Max Levchin, y Sequoia Capital.
En noviembre de 2016, los hermanos Collison se convirtieron en los millonarios más jóvenes del mundo, con al menos US$ 1.100 cada uno, después de una inversión en Stripe por parte de CapitalG y General Catalyst Partners valoraran la compañía en US$ 9.2 mil millones.